# Mastigostyla herrerae
Mastigostyla herrerae là một loài thực vật có hoa trong họ Diên vĩ. Loài này được (Vargas) Ravenna miêu tả khoa học đầu tiên năm 1964.